# Колесниковка (Луганская область)
Колесниковка (укр. Колесниківка) — село, относится к Станично-Луганскому району Луганской области Украины.
Население по переписи 2001 года составляло 155 человек. Почтовый индекс — 93644. Телефонный код — 6472. Занимает площадь 2,44 км².

## Местный совет
93644, Луганська обл., Станично-Луганський р-н, с. Комишне, вул. Дружби, 1  (укр.)